# David Hanselmann
David Hanselmann (Bietigheim-Bissingen, 6 april 1952) is een Duits/Amerikaanse rock- en popmuzikant.

## Carrière
Hanselmann werd aanvankelijk opgeleid tot detailhandelaar. Op 13-jarige leeftijd had hij zijn eerste optredens in clubs van de in Duitsland gestationeerde Amerikanen. In 1967 formeerde hij zijn eerste band The Mayors en ging in de navolgende jaren als gastmuzikant met meerdere bekende bands en muzikanten op tournee, waaronder in 1970 met UFO en Country Joe McDonald en in 1974 met Hardin & York. In 1975 werd hij uitgenodigd door de Britse drummer Jon Hiseman om bij de formatie van diens nieuwe band Colosseum toe te treden als zanger. Er volgden repetities met Gary Moore, Don Airey en Neil Murray en een tournee met Colosseum II en Canned Heat.
In de daaropvolgende jaren was hij lid van meerdere Duitse bands. In 1977 produceerde hij met Message het album Using the Head en formeerde hij nog in hetzelfde jaar in Stuttgart de Maximum Party Band. In 1978 ontstond met de Oostenrijkse rockband Eela Craig het album Hats of Glass en met Hanselmann als gastzanger van Triumvirat het album A la Carte. Samen met de Rhythm Combination & Brass van Peter Herbolzheimer trad hij op in het ARD-programma Bio's Bahnhof.
Voor Werner Böhms podiumfiguur Gottlieb Wendehals schreef Hanselmann in 1979 het nummer Herbert, dat zich ontwikkelde tot de eerste grote hit van Böhm. Daarna concentreerde hij zich weer op experimentele arrangementen en bracht hij in 1980 en 1981 samen met toetsenist Chris Evans de conceptalbums Stonehenge en Symbols uit. Voor hun debuut werden de beide muzikanten in 1980 tijdens het Montreux Jazz Festival onderscheiden met de Grand Prix du Disque voor het beste conceptalbum. Het album Stonehenge is in 2013 verschenen in een nieuw bewerkte editie met aanvullend materiaal.
In 1982 probeerde hij, met het nummer Lady in duet met Mary Roos, de toenmalige echtgenote van Werner Böhm, deel te nemen aan het Eurovisiesongfestival, maar haalde tijdens de voorronden slechts de 6e plaats. Maar het was na Ein bißchen Frieden van Nicole het op een na succesvolste nummer uit de voorronden met veel tv-shows en verkochte singles.
Zijn grootste hitsucces boekte Hanselmann tijdens het wereldkampioenschap voetbal 1990 in Italië, toen zijn nummer Go Get the Cup, begunstigd door het winnen van de titel door het Duitse nationaal voetbalteam, zich onder de top 10 van de Duitse hitlijst plaatste. Een jaar later publiceerde hij het officiële clublied Olè VfB van VfB Stuttgart. In 1994 vervolgde hij zijn voetbal-samenwerking en schreef hij het clublied HSV Forever voor Hamburger SV, dat tot heden wordt gespeeld bij thuiswedstrijden. Het nummer The Race is On werd in 1993 tot herkenningsmelodie gekozen van het Deutsche Tourenwagen-Masters (DTM). Van 1993 tot 2004 was Hanselmann onderweg als tourneemuzikant met Pur.
Hanselmann was jarenlang succesvol met zijn band David Hanselmann and the Dudes onderweg, waarmee hij een live-cd uitbracht. Hij speelde met The Bee Gees, Lionel Richie en in 1990 bij het Rock am Ring-festival, omdat Marek Lieberberg, die totaal enthousiast was van hem, hem daarvoor uitnodigde. Hij was op tournee met The Union, waarmee hij zes cd's uitbracht. Met zijn eigen band de David Hanselmann Band was hij te gast in veel clubs in Duitsland. Met de band Men Go Crazy trad hij op bij Annette Humpe's verjaardag in Berlijn, samen met Die Prinzen en Ich + Ich. Het duo Blue Eyed Soul, dat hij in 2009 oprichtte met Berti Kiolbassa, heeft zich toegelegd op soul en r&b en treed op bij evenementen van grote firma's in het binnen- en buitenland. Een verder project is de band MCM, die de muziek van Chicago en Blood, Sweat & Tears weer laat opbloeien. Daar zong hij samen met Andy Laylock van The Flying Pickets.
In 2013 nam Hanselmann deel aan het derde seizoen van de zang-castingshow The Voice of Germany en kwam bij de beste 48 kandidaten.

## Ziekte
In juni 2015 vond naar aanleiding van zijn kankerlijden een benefietconcert plaats onder de titel For David in Ludwigsburg. Tot de gasten behoorden onder andere Fools Garden en Pur. Uit de inkomsten zou zijn behandeling worden gefinancierd.

## Discografie

### Singles
- 1980: Stonehenge (met Chris Evans)
- 1981: One Small Step for Mankind (met Chris Evans)
- 1982: Lady (met Mary Roos)
- 1982: Es ist nie zu spät (met Mary Roos)
- 1982: Jump and Shout
- 1983: Träumen
- 1984: Wie vom Winde verweht
- 1984: Weil ich die Erde mag
- 1985: Frontline
- 1987: Ghosts
- 1990: Go Get the Cup
- 1990: Holy Water
- 1992: Barcelona (met Rumba Tres)
- 1993: The Race Is On (met The Dudes)
- 1994: HSV Forever
- 1998: Move a Little Closer

### Albums
- 1980: Stonehenge (met Chris Evans)
- 1981: Symbols of the Seven Sacred Sounds (met Chris Evans)
- 1982: Somebody’s Watching You
- 1984: Jeder will leben
- 1985: Frontline
- 1991: Let the Music Carry On
- 1996: That’s Soul (The Dudes feat. David Hanselmann)
- 1998: Soulful
- 2015: It's me

- Gemeinsame Normdatei: 134397452
- International Standard Name Identifier: 0000 0000 1916 8568
- MusicBrainz: 75b3b999-e69c-4c87-b0a5-ae176da2ddd8
- Virtual International Authority File: 43052641
- WorldCat: E39PBJfcJdCkqgpKcMqkBHpQMP